# 朵尔只失结
朵尔只失结（？—1396年），明朝青海西宁州人，土族东祁土司之祖。
朵尔只失结世居今青海乐都胜番沟，史称东祁土司。元朝末年，他担任任甘肃行省都司右丞。明太祖洪武四年（1371年），归附明朝，朝廷任命他为宣武将军、指挥佥事。洪武五年（1372年），率兵随冯胜出甘州追袭北元军队，北征至金山寺、灰河、永平、蓟州，招降北元蒙军，建立功勋。洪武六年（1373年），担任西宁卫指挥佥事。洪武七年（1374年），受命招抚西宁等地藏族。洪武二十九年，朵尔只失结阵亡。其子端竹袭职。